# Pericyma alba
Pericyma alba är en fjärilsart som beskrevs av Gustaaf Hulstaert 1924. Pericyma alba ingår i släktet Pericyma och familjen nattflyn. Inga underarter finns listade i Catalogue of Life.